# María Félix

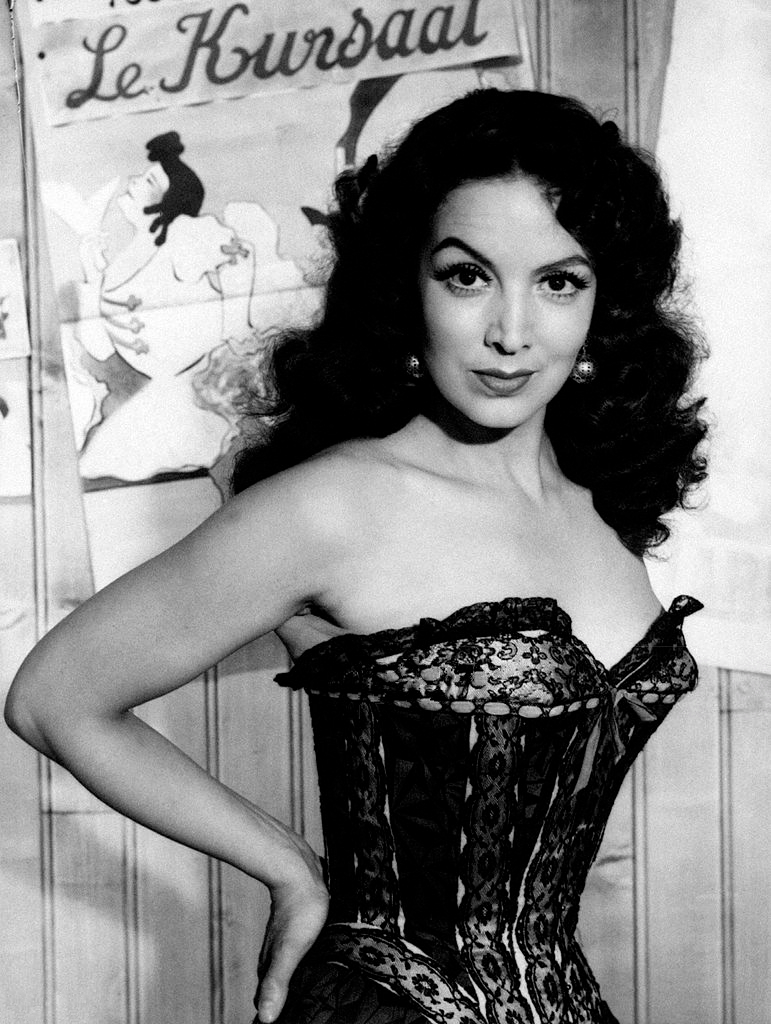
María Félix în 1954

María Félix pe numele întreg María de los Ángeles Félix Güereña, (n. 4 mai 1914, Álamos, Sonora, Mexic – d. 8 aprilie 2002, Ciudad de México, Mexic) a fost o actriță, fotomodel și cântăreață mexicană. Alături de Pedro Armendáriz și Dolores del Río, a fost una dintre cele mai pline de succes actrițe din cinematografia Americii Latine a anilor 1940 și 1950. A fost cunoscută cu numele de La Doña, derivat din personajul interpretat în filmul Doña Bárbara (1943), cât și María Bonita (Frumoasa Maria), mulțumită imnului compus special ei ca și cadou de nuntă, de către cel de-al doilea soț, compozitorul mexican Agustín Lara. A avut o carieră cinematografică ce a inclus 47 filme realizate în Mexic, Argentina, Spania, Franța și Italia.

## Filmografie selectivă
Mexic 
- 1942 Stânca vecerniei (El Peñón de las Ánimas), regia Miguel Zacarías
- 1942 María Eugenia, regia Felipe Gregorio Castillo
- 1943 Dona Barbara (Doña Bárbara), regia Fernando de Fuentes
- 1943 La mujer sin alma, regia Fernando de Fuentes
- 1944 La monja alférez, regia Emilio Gómez Muriel
- 1944 Amok
- 1945 El monje blanco, regia Julio Bracho
- 1945 Amețeala (Vértigo), regia Antonio Momplet
- 1946 La devoradora
- 1946 Îndrăgostita (Enamorada), regia Emilio Fernández
- 1947 La diosa arrodillada
- 1947 Rio Escondido, regia Emilio Fernández
- 1948 Maclovia /Belleza maldita, regia Emilio Fernández
- 1949 Doña Diabla, regia Tito Davison
- 1953 Camelia, regia Roberto Gavaldón (Mexic, Spania)
- 1953 Reportaj (Reportaje), regia Emilio Fernández
- 1953 El rapto, regia Emilio Fernández
- 1955 Canasta de cuentos mexicanos (Mexic, SUA)
- 1955 French Cancan, regia Jean Renoir
- 1955 La escondida, regia Roberto Gavaldón

- 1956 Tizoc /Amor Indio
- 1957 Flor de mayo
- 1958 Miércoles de ceniza
- 1958 La estrella vacía
- 1959 La cucaracha, regia Ismael Rodríguez
- 1960 Juana Gallo, regia Miguel Zacarías
- 1962 Bandita (La bandida), regia Roberto Rodríguez
- 1962 Si yo fuera millonario /Soy millonario
- 1963 Amor y sexo /Safo '63
- 1965 La Valentina
- 1970 La generala, regia Juan Ibáñez

Documentare
- 1955 El charro inmortal
- 1976 México de mis amores

Argentina
- 1952 La pasión desnuda (Argentina, Spania, Italia)

Spania
- 1948 Mare Nostrum, regia Rafael Gil (Spania, Italia)
- 1949 Una mujer cualquiera, regia Rafael Gil
- 1950 La noche del sábado, regia Rafael Gil
- 1951 La corona negra, regia Luis Saslavsky (Spania, Italia, Franța)
- 1957 Faustina, regia José Luis Sáenz de Heredia
- 1959 Sonate (Sonatas), regia Juan Antonio Bardem (Spania, México)

Italia
- 1951 Mesalina, regia Carmine Gallone (Italia, Franța)
- 1951 Incantessimo tragico /Hechizo trágico, regia Mario Sequi (Italia, Franța)

Franța
- 1954 French Cancan, regia Jean Renoir (Franța, Italia)
- 1954 La Belle Otéro /La Bella Otero, regia Richard Pottier (Franța, Italia)
- 1955 Eroii sunt obosiți (Les héros sont fatigués /Los héroes están fatigados), regia Yves Ciampi (Franța, RFG)
- 1959 Febra crește la Sao Pao (La fièvre monte à El Pao / Los ambiciosos), regia Luis Buñuel (Franța, Mexic)

## Premii și nominalizări

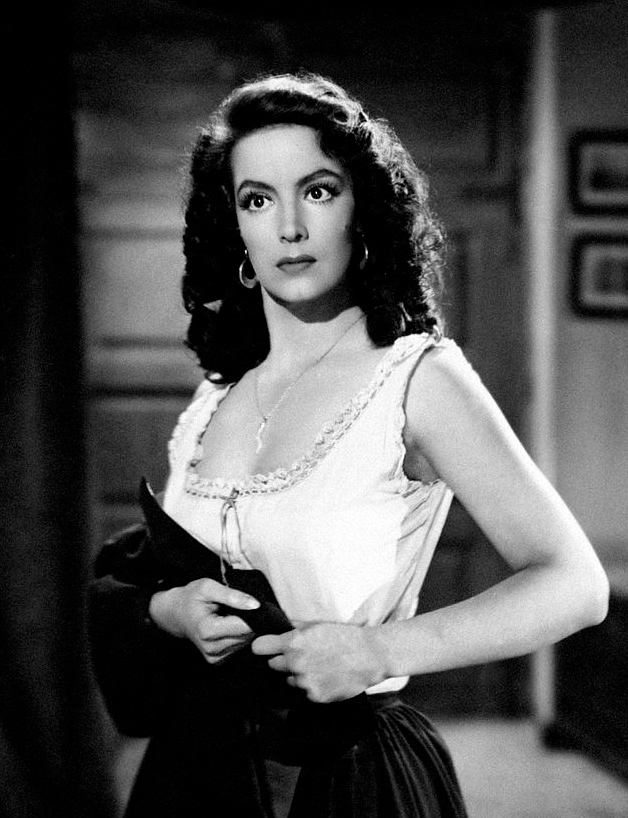
María Félix într-o scenă din filmul Coroana neagră

- 1947 Premiul Ariel: cea mai bună actriță pentru Îndrăgostita.
- 1949 Premiul Ariel: cea mai bună actriță pentru Rio Escondido (1947).
- 1951 Premiul Ariel: cea mai bună actriță pentru Dona Diabla (1949).
- 1958 Premio Menorah del Club Deportivo Israelita pentru La cucaracha (1958).
- 1986 Ariel de Oro pentru întreaga sa carieră cinematografică.
- 1989 Diosa de Plata pentru cariera sa internațională ca actriță.
- 1989 Decorația de “Consejo Consultivo” al Ciudad de México.
- 1991 Medalia de Merit Artístic al Asociación Nacional de Actores (A.N.D.A.), pentru 50 ani de la debutul său cinematografic în filmul Stânca vecerniei.
- 1992 Medalie de la UNAM pentru activitatea sa cinematografică.
- 1996 Homenaje en el “XVIII Festival Internacional de Filmes Dirigidos Por Mujeres” en Créteil, Francia.

## Legături externe
- María Félix la Internet Movie Database